# Anabropsis marmorata
Anabropsis marmorata är en insektsart som beskrevs av Rehn, J.A.G. 1905. Anabropsis marmorata ingår i släktet Anabropsis och familjen Anostostomatidae. Inga underarter finns listade i Catalogue of Life.